# Belfast International Airport
Belfast International Airport (IATA: BFS, ICAO: EGAA) är en internationell flygplats 21 kilometer nordväst om Belfast i Nordirland. Den kallas också Aldergrove efter byn som ligger strax norr om flygplatsen.
Flygplatsen byggdes år 1917 som militär flygplats för Royal Flying Corps under första världskriget. Den delar fortfarande landningsbanor med Brittiska flygvapnet.
Under 2019 reste mer än sex miljoner passagerare genom flygplatsen som därmed är den tionde mest trafikerade flygplatsen i Storbritannien baserat på antalet passagerare och den största i Nordirland. Flygplatsen är också den näst mest trafikerade på hela Irland efter Dublin Airport.
Belfast International Airport används huvudsakligen av lågprisflygbolag.